# Cantu Addition, Texas
Cantu Addition là một nơi ấn định cho điều tra dân số (CDP) thuộc quận Brooks, tiểu bang Texas, Hoa Kỳ. Năm 2010, dân số của nơi này là 188 người.

## Dân số
- Dân số năm 2000: 217 người.
- Dân số năm 2010: 188 người.